# Jude Hill
Jude Hill (Gilford, 1 de agosto de 2010) es un actor británico. Es conocido por su papel principal en la película Belfast (2021) de Kenneth Branagh basada en la infancia de Branagh, por la que Hill ganó el Premio de la Crítica Cinematográfica al mejor intérprete joven.

## Biografía
Nació de Shauneen y Darryl Hill. Tiene una hermana menor y un hermano menor. Asistió a la escuela primaria de St John. Tomó clases de teatro en la Escuela Shelley Lowry en Portadown desde los cuatro años.
Hizo su debut cinematográfico en Belfast, de Kenneth Branagh. La historia de la película se cuenta principalmente a través de los ojos del personaje de Hill, Buddy, "un niño inteligente y alegre de 9 años y una versión ficticia del propio Branagh", como lo describe Jeanette Catsoulis de The New York Times . Hill tenía nueve años cuando fue elegido como el protagonista de la película entre 300 jóvenes actores que audicionaron, diez cuando se llevó a cabo la filmación y once cuando la película se estrenó en 2021. 
También interpretó el papel principal en el cortometraje Rian , ambientado en la Segunda Guerra Mundial , que se estrenó en el CineMagic de 2021 . En diciembre de 2021, Hill firmó con United Talent Agency en Estados Unidos.
En 2022, asistió a la ceremonia de David di Donatello de Italia como invitado especial, recogiendo el premio a la Mejor Película Extranjera ganado por Belfast. En el mismo año, hizo su debut televisivo en Magpie Murders , una adaptación de BritBox y PBS Masterpiece de la novela de misterio de 2016 de Anthony Horowitz . También apareció junto a Deirdre Mullins en la película de terror Mandrake.

## Filmografía

### Cine
| Año  | Título                                  | Personaje              | Notas         |
| ---- | --------------------------------------- | ---------------------- | ------------- |
| 2021 | Rian                                    | Rian McMurphy          | Cortometraje  |
| 2021 | Belfast                                 | Buddy                  | Protagonista  |
| 2022 | Mandrake                                | Luke                   |               |
| 2023 | Dungeons & Dragons: Honor Among Thieves | Niño joven en soportes |               |
| 2023 | A Haunting in Venice                    | Leopold Ferrier        | [ 1 ]         |
| TBA  | Holland, Michigan                       |                        | Posproducción |

### Televisión
| Año  | Título         | Personaje     | Notas       |
| ---- | -------------- | ------------- | ----------- |
| 2022 | Magpie Murders | Sam Blakiston | 4 episodios |